# Makalamabedi (Ngamiland East)
Makalamabedi é uma vila localizada no Distrito do Noroeste em Botswana. Possuía, em 2011, uma população estimada de 1 010 habitantes.